# Marek z Aviana
Blahoslavený Marek z Aviana (italsky Marco d'Aviano, vlastním jménem Carlo Domenico Cristofori, narozen 17. listopadu 1631 v Avianu v Itálii, zemřel 13. srpna 1699 ve Vídni) byl kapucínský řeholník a kazatel.

## Život
Narodil se 17. listopadu 1631 v Avianu (Furlansko) jako syn Marca Cristoforiho (psáno též Christophori) a Rosy rozené Zannoni a byl pokřtěn jménem Carlo Domenico (Karel Dominik). V roce 1648 vstoupil do kapucínského řádu a 21. listopadu 1649 složil řádový slib. Tehdy obdržel řádové jméno Marco (Marek). Po studiu teologie byl 18. září 1655 vysvěcen na kněze. Působil jako kazatel po celé Itálii.
Údajné zázračné uzdravení po 13 let na lůžko upoutané řeholnice v roce 1676 jej udělalo známým i za hranicemi Itálie. Jeho kázání v latině a italštině, ve kterých vyzýval k prohloubení víry, k lítosti nad hříchy a k pokání, byla často doprovázena hromadnými obráceními a zázraky. Jeho misijní cesty jej zavedly také do Francie, Vlámska a Vestfálska, a také do Českého království. Na své druhé misijní cestě roku 1681 podle legendy dokonce z Lutychu na dálku uzdravil Kláru Alžbětu z Manderscheid-Blankenheimu z ženského kláštera v Thornu. Písemně jej o vyprošení zdraví žádal i olomoucký biskup Karel II. z Lichtenštejna-Kastelkornu.
Po setkání s císařem Leopoldem I. v roce 1680 se stal jeho přátelským poradcem a duchovním rádcem. Roku 1683 byl papežským legátem během druhého tureckého obléhání Vídně. Přesvědčil Karla V. Lotrinského, aby předal vrchní velení nad osvobozovacími vojsky polskému králi Janu III. Sobieskému a zahájil rychlý postup k Vídni. Před rozhodujícím úderem 12. září 1683 sloužil Marek z Aviana mši v „Leopoldi Capelln am Kahlenberg“ (dnešní kostel na kopci Leopoldsberg). Díky těmto svým politicko-církevním zásluhám bývá označován též jako Zachránce Vídně či Strážný duch Rakouska. Až do roku 1689 se pak dále jako kazatel a duchovní vůdce účastnil dalších protitureckých tažení.

### Smrt a pocty
Je pochován v kapli kapucínského kostela ve vídeňském kapucínském klášteře, ve kterém se nachází také císařská hrobka panovnických rodů habsburského a habsbursko-lotrinského.
Apoštolský proces jeho blahořečení byl zahájen 10. prosince 1912, blahořečen byl 27. dubna 2003.
V katolické církvi je jako jeho svátek slaven 13. srpna.

## Ikonografie
Nejčastěji bývá zobrazován řádovém oděvu s křížem v pravé ruce.